# Jean Ramírez
Jean C.Ramírez (ur. 18 stycznia 1977) – wenezuelski zapaśnik w stylu klasycznym. Zajął 34 miejsce w mistrzostwach świata w 2005. Cztery medale na mistrzostwach panamerykańskich, złoto w 2004. Wicemistrz igrzysk Ameryki Środkowej i Karaibów w 2002. Mistrz igrzysk Ameryki Południowej w 2002 i boliwaryjskich w 2005 roku.